# Hackelia stewartii
Hackelia stewartii är en strävbladig växtart som beskrevs av Ivan Murray Johnston. Hackelia stewartii ingår i släktet Hackelia och familjen strävbladiga växter. Inga underarter finns listade i Catalogue of Life.